# Flora (Indiana)
Flora es un pueblo ubicado en el condado de Carroll en el estado estadounidense de Indiana. En el Censo de 2010 tenía una población de 2036 habitantes y una densidad poblacional de 743,01 personas por km².

## Geografía
Flora se encuentra ubicado en las coordenadas 40°32′43″N 86°31′27″O / 40.54528, -86.52417. Según la Oficina del Censo de los Estados Unidos, Flora tiene una superficie total de 2.74 km², de la cual 2.74 km² corresponden a tierra firme y (0%) 0 km² es agua.

## Demografía
Según el censo de 2010, había 2036 personas residiendo en Flora. La densidad de población era de 743,01 hab./km². De los 2036 habitantes, Flora estaba compuesto por el 97.54% blancos, el 0.29% eran afroamericanos, el 0.05% eran amerindios, el 0.05% eran asiáticos, el 0% eran isleños del Pacífico, el 1.13% eran de otras razas y el 0.93% pertenecían a dos o más razas. Del total de la población el 2.6% eran hispanos o latinos de cualquier raza.